# أ لاراتشا
بلدية أ لاراتشا (بالإسبانية: A Laracha)‏، هي إحدى بلديات مقاطعة لا كرونيا إحدى مقاطعات إسبانيا، والتي تقع في منطقة جليقية شمال غرب إسبانيا.
يبلغ عدد سكانها 10.683 نسمة وفقًا لإحصائية سنة (2002).

## أعلام
- كارلوس فاريلا